# AMC Pacer
Der AMC Pacer ist ein dreitüriger Kompaktwagen der American Motors Corporation (AMC) und wurde von Februar 1975 bis Dezember 1979 gebaut. Im Frühjahr 1977 wurde noch die Kombiversion Station Wagon eingeführt. Der Werkscode lautete Series 60. Sein Name (Deutsch: Schrittmacher) sollte auf die technischen Innovationen und Besonderheiten des Fahrzeugs hinweisen.
Wegen seines eigenwilligen Aussehens und seiner großen Glasflächen zählt der Pacer mit zu den skurrilsten Automobilen und wurde auch als rollendes Aquarium, Football auf Rädern sowie als großer Frosch bezeichnet. Auch die unterschiedliche Größe der Seitentüren hat daran ihren Anteil. Inzwischen besitzt er Kultstatus und ist ein Sammelobjekt.

## Geschichte
Am 10. November 1970 erwarb General Motors die Lizenz für den Bau von Wankelmotoren, die unter anderem an AMC für die Entwicklung eines neuen Kompaktwagens mit Cab-Forward-Design geliefert werden sollten. Anfang 1971 begann der Chefdesigner von AMC, Richard Teague, mit den ersten Entwürfen für einen geräumigen Kleinwagen. Experimentiert wurde mit unterschiedlichen Anordnungsvarianten für den Motor und die Sitzanordnung, so z. B. mit einem Mittelmotor, einer Sitzbank gegen die Fahrtrichtung oder einer asymmetrischen Motorenanordnung. Darüber hinaus wurde in Erwägung gezogen, das in Europa zunehmend Verwendung findende Frontantriebskonzept auch für den amerikanischen Markt umzusetzen.
Die Grundkonstruktion war daher zunächst auf einen Wankelmotor mit Frontantrieb ausgelegt. Erst relativ spät fiel die Entscheidung zugunsten eines Front-Wankelmotors mit Hinterradantrieb. Offenbar sollten so kostensparend Standardgetriebe der AMC-Modelle und Hinterachsen des AMC Matador verwendet werden. Durch diese Entscheidung wurde allerdings das Fassungsvermögen des Kofferraums beträchtlich eingeschränkt und durch den Kardantunnel die hintere Sitzreihe auf zwei Plätze begrenzt.
Im Januar 1972 wurde ein Tonmodell des Pacers von internen Fachleuten begutachtet und positiv aufgenommen. Ein Jahr später wurde in Dallas der Fiberglas-Prototyp neben den 73er Modellen des AMC Hornet und Gremlin präsentiert.
Die gerade beschlossenen Emissionsgesetze und die Ölkrise sorgten dafür, dass GM kurz vor Produktionsbeginn des Pacers die Verwendung des laufruhigen, aber durstigen Wankelmotors fallen ließ, obwohl AMC im Februar 1973 noch eine eigene Lizenz für den Wankelmotor erworben hatte. Stattdessen wurde durch Umbauten im Motorraum Platz für den Einbau des hauseigenen Reihen-Sechszylinder-Motors geschaffen, der die Hinterachse antrieb. Mitte der 1970er Jahre wurde dem US-Senat ein neuer Gesetzentwurf vorgelegt, der die Verschärfung der Sicherheitsvorschriften für Pkw-Modelle ab 1980 vorsah. Die Konstrukteure des Pacers versahen den für seine Zeit sichersten US-Kompaktwagen mit einer Windschutzscheibe aus Verbundglas, einer besonders steifen Karosserie mit einer stabilen B-Säule und Türen mit Seitenaufprallschutz. Für einen bequemeren Einstieg zur Rückbank war die Beifahrertür gut 10 cm (fast 4 Zoll) länger als die Fahrertür. Dank großzügiger Glasflächen war die Übersichtlichkeit des Pacers überdurchschnittlich. Geplant war auch ein massiver Überrollbügel, der sich jedoch wegen weitgehend entschärfter Gesetze in dieser Form als nicht mehr notwendig erwies. Die Bauform im hinteren Bereich erlaubte dennoch eine kürzere Fahrzeuglänge und reduzierte Gewicht.
Die Entwicklungskosten des Pacers betrugen 60 Millionen US-Dollar.

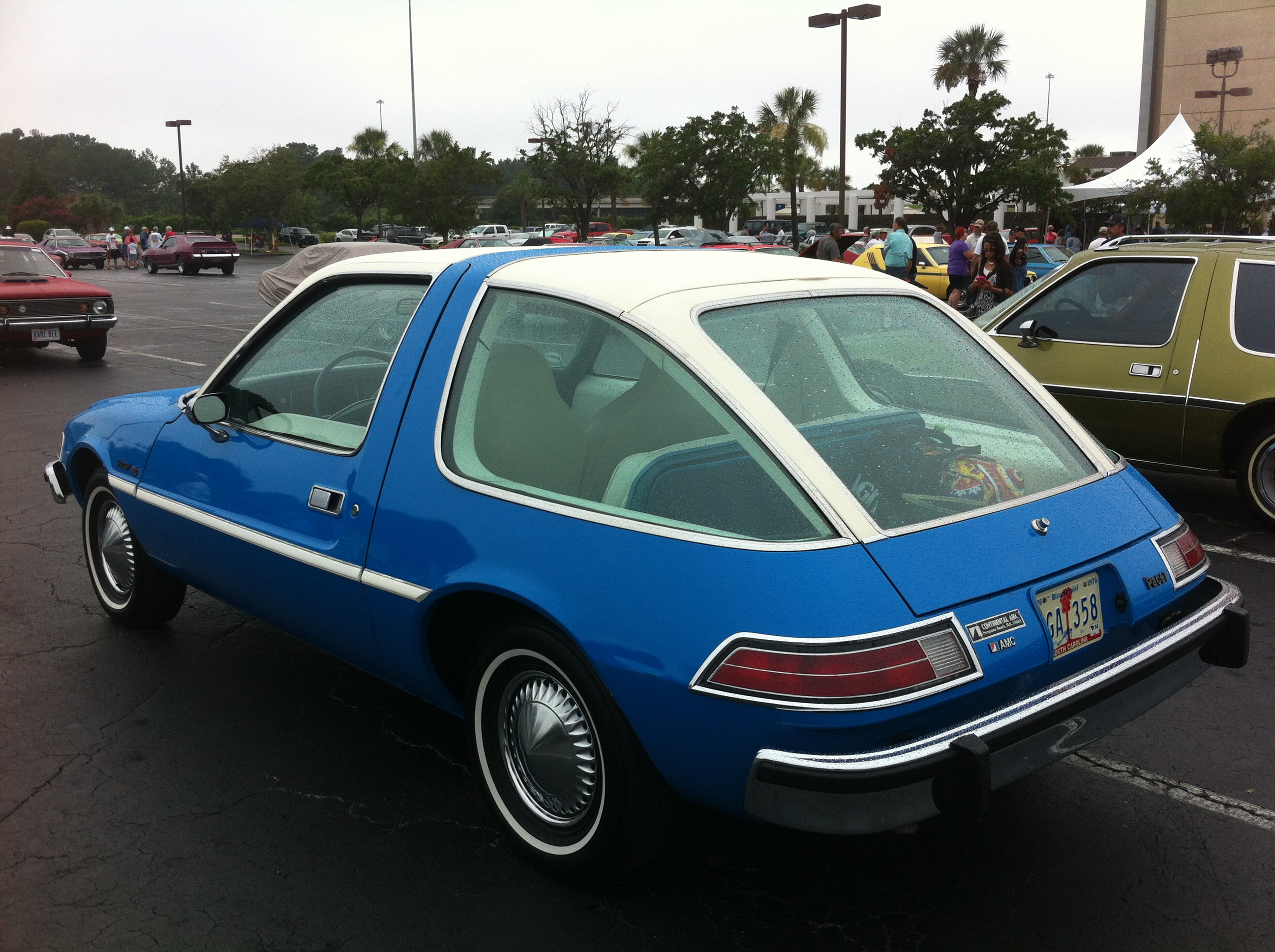
Heckansicht
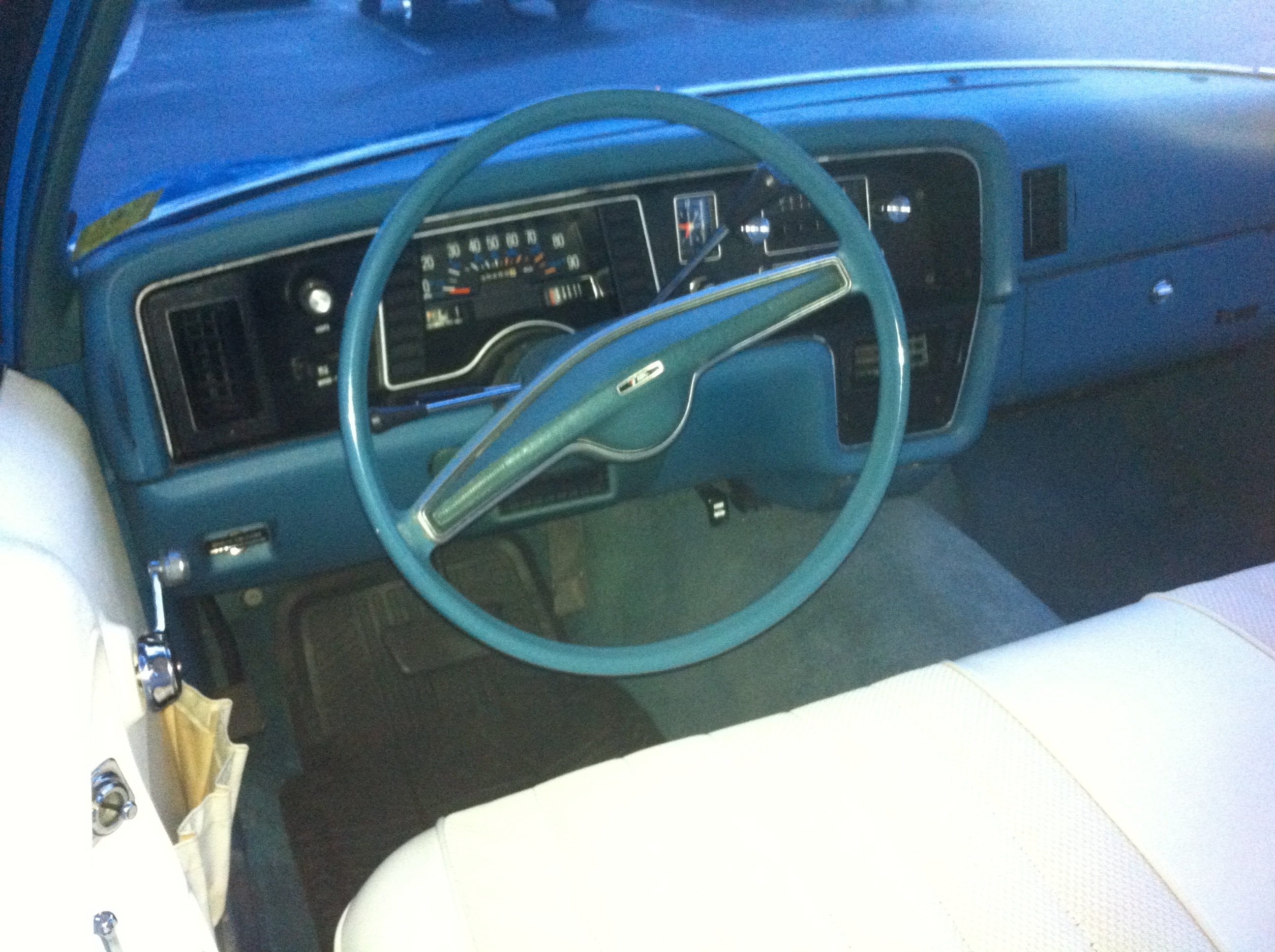
Innenraum
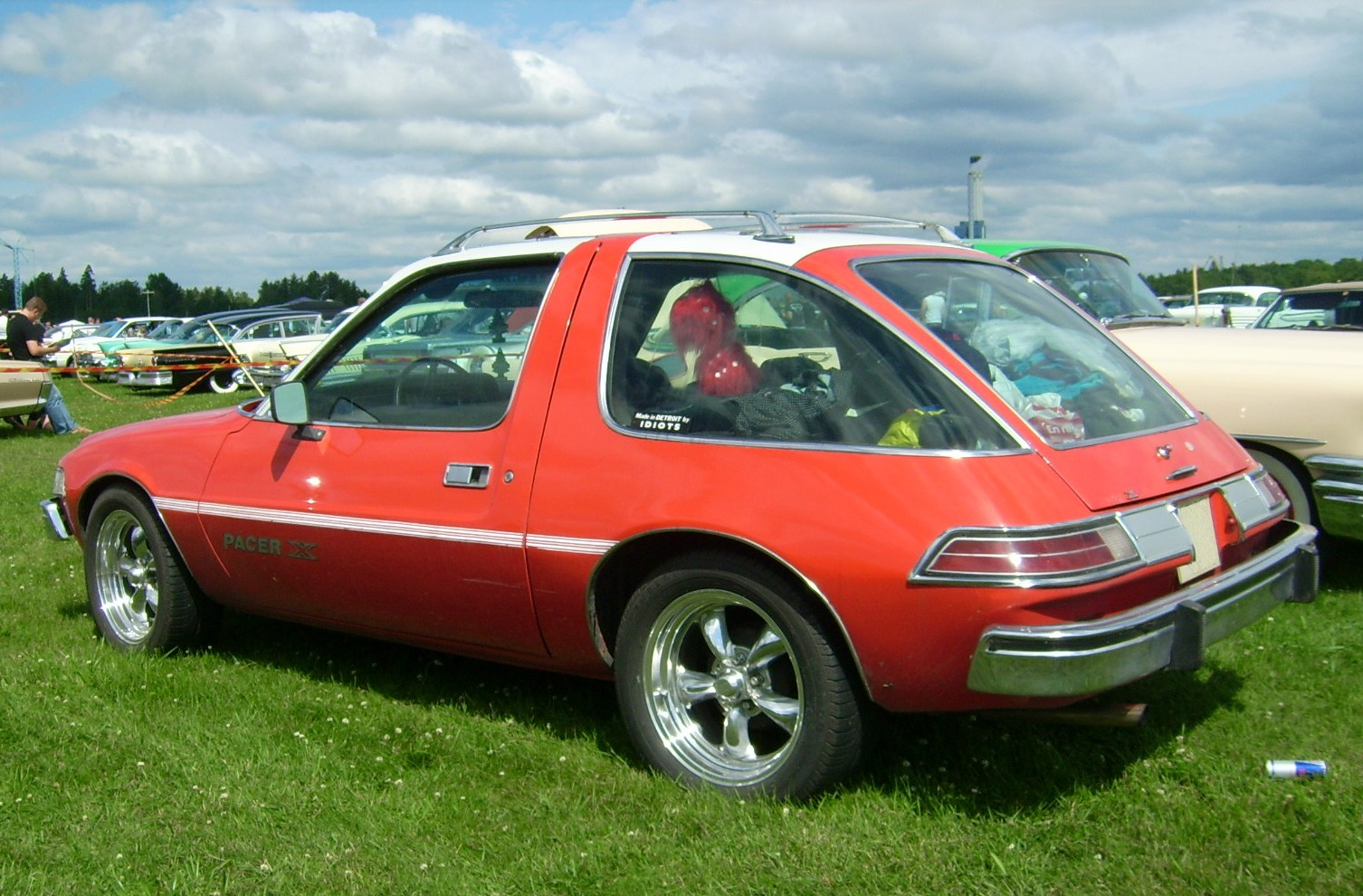
AMC Pacer X (1976)
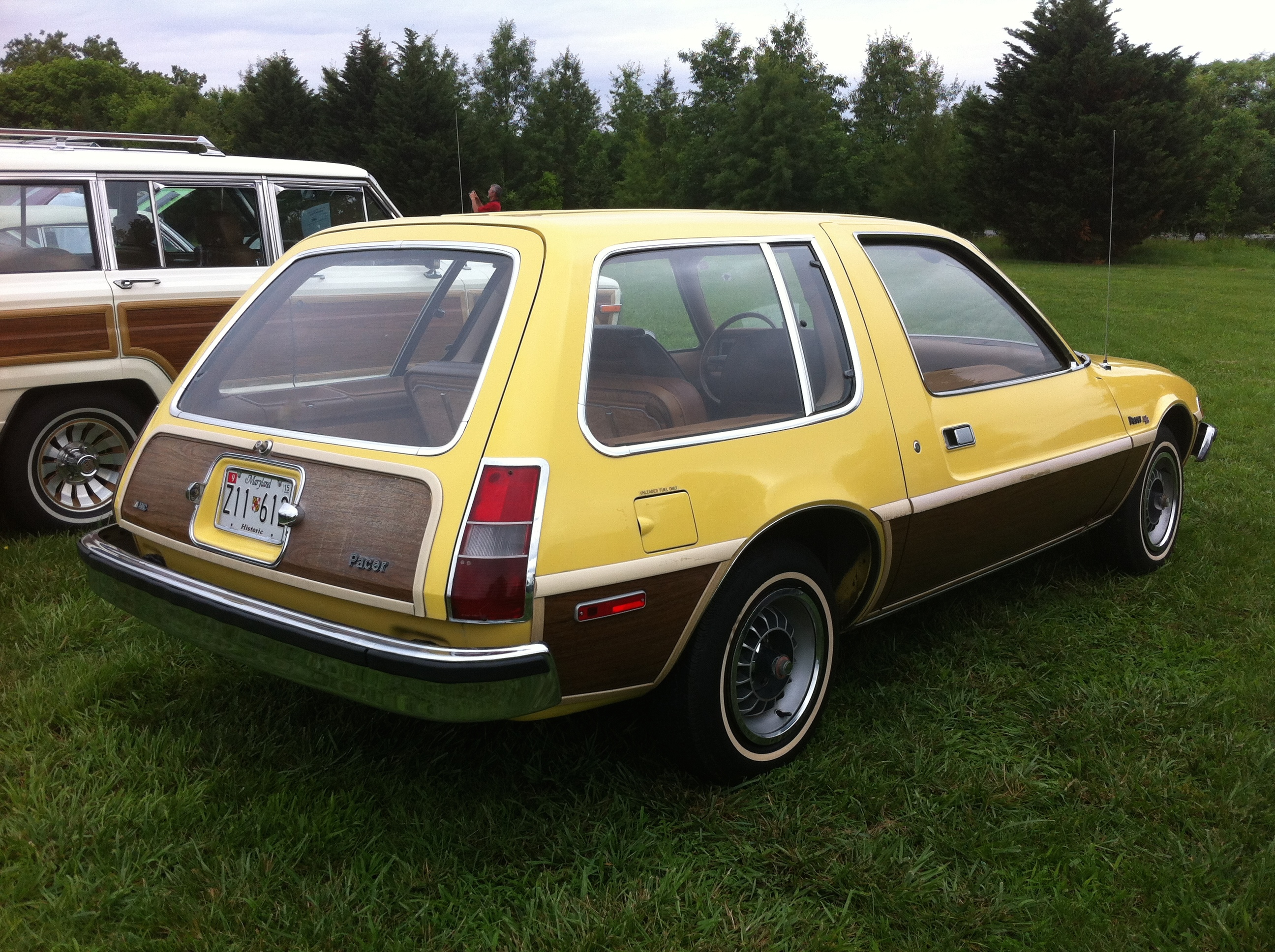
AMC Pacer Station Wagon (1977–1979)

## Technik
Der Wagenkörper ließ sich weder einer Rahmenbauweise noch einer selbsttragenden Karosserie eindeutig zuordnen. Im Bereich der B-Säule gab es einen breiten, formsteifen Mittelpfostenring. Nach vorn schloss sich davon ausgehend die übliche Bodengruppe mit Längsträgern und Spritzwand an. Nach Hinten befand sich auf einem Hilfsrahmen der Heckaufbau. Zielstellungen waren Einsparung von Masse bei gleichzeitig großem Unfallschutz und fertigungstechnische Vorteile. Ungewöhnlich waren auch die um 10,2 cm breitere Beifahrertür verglichen mit der Fahrertür und die bis ins Dach reichenden Türausschnitte. Das Fahrzeug entsprach in seiner Länge einem VW Golf IV, seine Breite übertrifft bis heute die der Mercedes-Benz S-Klasse. Dementsprechend wurde der Pacer mit dem Slogan „The first wide small car“ („der erste breite Kleinwagen“) beworben. Die optionale Klimaanlage war wegen der großen Glasflächen empfehlenswert. Das Öffnen der schweren Heckklappe wurde von zwei Gasdruck-Federn unterstützt.
Das Fahrwerk des Pacers war im Vergleich mit anderen US-Cars dieser Zeit vergleichsweise durchdacht und fortschrittlich: Das sehr kleine Radstand-Spur-Verhältnis hätte mit der üblichen Kugelumlauflenkung ein unpräzises Lenken zufolge gehabt, sodass man am Pacer erstmalig überhaupt an einem US-Großserienmodell eine Zahnstangenlenkung umsetzte. An der Vorderachse gab es doppelte Dreieck-Querlenker, tiefsitzende Schraubenfedern und einen Querstabilisator. Die starre Hinterachse wurde an Blattfedern ohne separate Lenker geführt. Bedingt durch die besonders breite Spurweite (1550 mm vorne, 1529 mm hinten) und den niedrigen Schwerpunkt war der Pacer verhältnismäßig fahrstabil. Lediglich die starke Kopflastigkeit konnte bei Vollbremsungen zu einem Ausbrechen des Hecks führen. Serienmäßig gab es rundum Trommelbremsen, gegen Aufpreis vorn auch Scheibenbremsen.
Gänzlich US-konventionell und technisch rückständig war der Motor des Pacers mit geringer spezifischer Leistung, großem Hubraum und hohem Kraftstoffverbrauch. Die Basismotorisierung des Pacers bestand aus dem Reihensechszylinder 232, der aus 3,8 Litern Hubraum 74 kW  bei 3600/min holte (dabei handelt es sich vermutlich um einen Netto-SAE-Messwert). Dazu gab es ein 3-Gang-Getriebe, das manuell am Lenkrad geschaltet wurde. Als Option wurde noch im ersten Modelljahr der aus dem Jeep bekannte 4,2-Liter-Sechszylinder 258 nachgeschoben, der mit Einfach- oder Doppelvergaser erhältlich war. Als Option gab es das Torque-Command-Automatikgetriebe (zugekauft, eigentlich Chrysler TorqueFlite). Ab 1978 war auch der kleinste der AMC-V8-Motoren, 304 mit 5 Litern Hubraum, erhältlich.
In den USA gab es die übliche lange Ausstattungsliste; Fahrzeuge für den europäischen Markt erhielten eine deutlich bessere Grundausstattung. Weitere Optionen waren andere Schaltgetriebe, das erwähnte Automatikgetriebe, Radios in einfacher Ausstattung sowie mit Achtspurband und Compact Cassetten-Laufwerken. Auch das Angebot an Lackierungen und Innenausstattungen war umfangreich.
Bei Markteinführung gab es neben dem Basismodell Pacer die Ausführungen Pacer X und Pacer D/L.

### Motoren
- 3,8 Liter R6, 90–91 hp (67–68 kW); Modelljahre 1976–1978
- 4,2 Liter R6, 97–122 hp (72–91 kW); alle Modelljahre
- 5,0 Liter V8, 126–132 hp (91–98 kW); Modelljahre 1978–1979

## Produktion

### 1975 und 1976

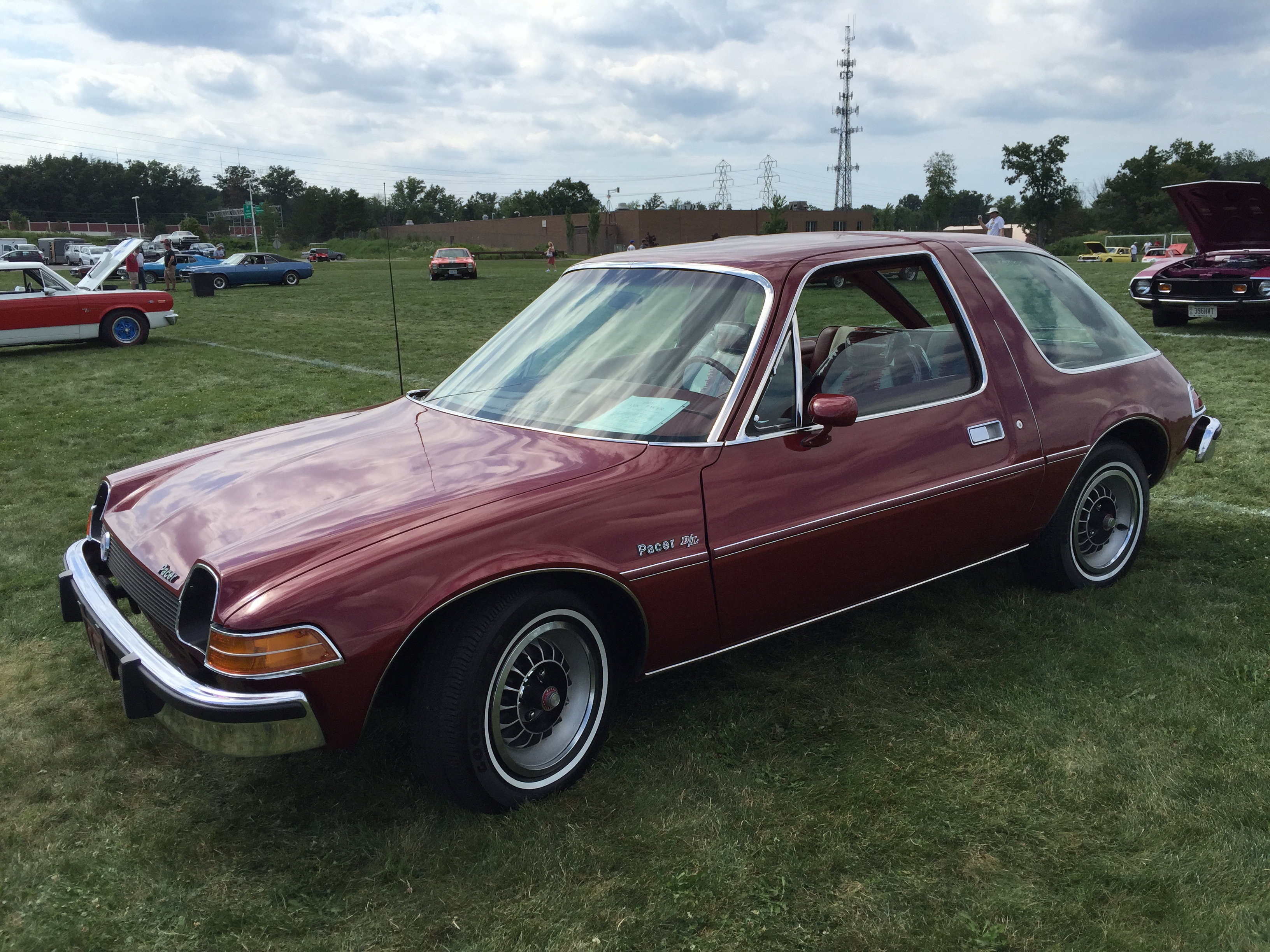
AMC Pacer D/L in „Autumn Red“ (1975)

Ab 1. März 1975 stand der Pacer zum Verkauf, und im Einführungsjahr wurden mit 145.528 Einheiten mehr als doppelt so viele Pacer verkauft, wie Gerry Meyers im Januar 1975 prognostiziert hatte.
Die 1975 produzierten Fahrzeuge wurden dem Modelljahr 1976 zugeordnet und erhielten die Modellnummer 7666-7 (die beiden ersten Ziffern zeigen das Modelljahr an). 1976 machte der Pacer trotz rückläufiger Verkaufszahlen mit einer Stückzahl von 117.244 immer noch mehr als 40 % der gesamten AMC-Produktion aus. Der Pacer war in der Grundausstattung ab 3499 Dollar mit dem 3,8-Liter-Motor (232 in³), Dreigang-Lenkradschaltung sowie Trommelbremsen ohne Bremskraftverstärker an allen Rädern erhältlich. In dieser Ausstattung wurde der Pacer jedoch kaum geordert. Durchschnittlich gaben die Käufer etwa 5000 Dollar für einen Pacer aus, meistens in Verbindung mit dem X- oder D/L-Paket zu 339 bzw. 199 Dollar. Beide Pakete umfassten auch einen vorderen Stabilisator. Der Kunde konnte seinen Pacer mit weiteren Ausstattungspaketen, etwa für bessere Isolierung oder besseres Handling (genannt „Rallye“-Paket), und diversen Extras aufwerten. Die Sicherheitsausstattung aller AMC-Modelle umfasste neben den vorgeschriebenen energieabsorbierenden Stoßfängern vorn und hinten unter anderem eine energieabsorbierende Lenksäule, Nackenstützen in den Vordersitzen, Warnblinkanlage und Rückfahrleuchten. Alle Motoren hatten elektronisch geregelte Zündanlagen.
Der stärkere 4,2-Liter-Motor (258 in³) sowie Servolenkung, Scheibenbremsen, Bremskraftverstärker, Klimaanlage und Automatikgetriebe waren die meistgewünschten Zusatzausstattungen. Einige Farbtöne waren ausschließlich für den Pacer lieferbar.

### 1977

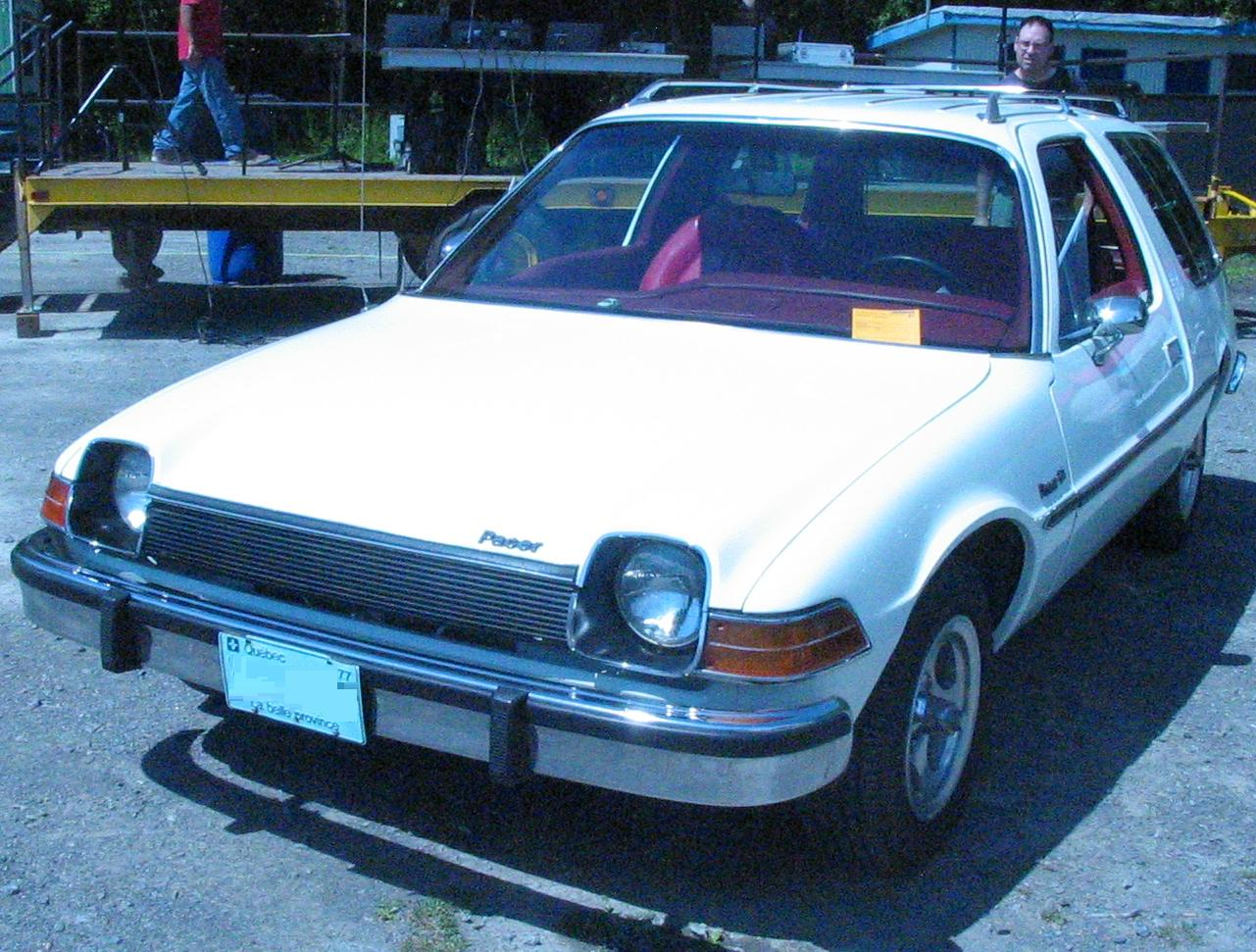
AMC Pacer Wagon D/L (1977)

Anfang 1977 präsentierte AMC die für 12 Millionen Dollar entwickelte Kombi-Variante des Pacer, die als Antwort auf die neuen Kombis der Chrysler K-Baureihe gedacht war. Für Teague war dies „eines der einfachsten Projekte“, an denen er je gearbeitet hatte. Der Wagon war bis zur B-Säule mit dem normalen Hatchback (Schrägheck) identisch, erhielt jedoch eine konventionell gestaltete Heckpartie mit einem 10 cm längeren Überhang. Dadurch vergrößerte sich der Kofferraum des Kombimodells um 50 % auf 1350 Liter bei nur 33 kg Mehrgewicht gegenüber dem Pacer Hatchback. Die Heckklappe reichte bis zum Stoßfänger. In der D/L-Ausstattung erhielt der Wagon Dekorfolien mit Holzimitation an den Flanken und am Heck. Die Einführung des Wagon führte zwar nicht zu einer Steigerung der Verkaufszahlen, doch wurden von seinem Verkaufsstart an mehr Exemplare von der Kombiversion verkauft als von der Schräghecklimousine, was die Wichtigkeit der Modellerweiterung zeigte. Die AMC-Sechszylindermotoren erhielten neu gestaltete Brennräume, und vordere Scheibenbremsen gehörten nun zur Grundausstattung aller AMC-Fahrzeuge. Es wurden 20.265 Pacer Hatchback Modell 7766-7 und 37.999 Wagon Modell 7768-7 verkauft, die Basispreise lagen bei 3649 resp. 3799 Dollar.

### 1978

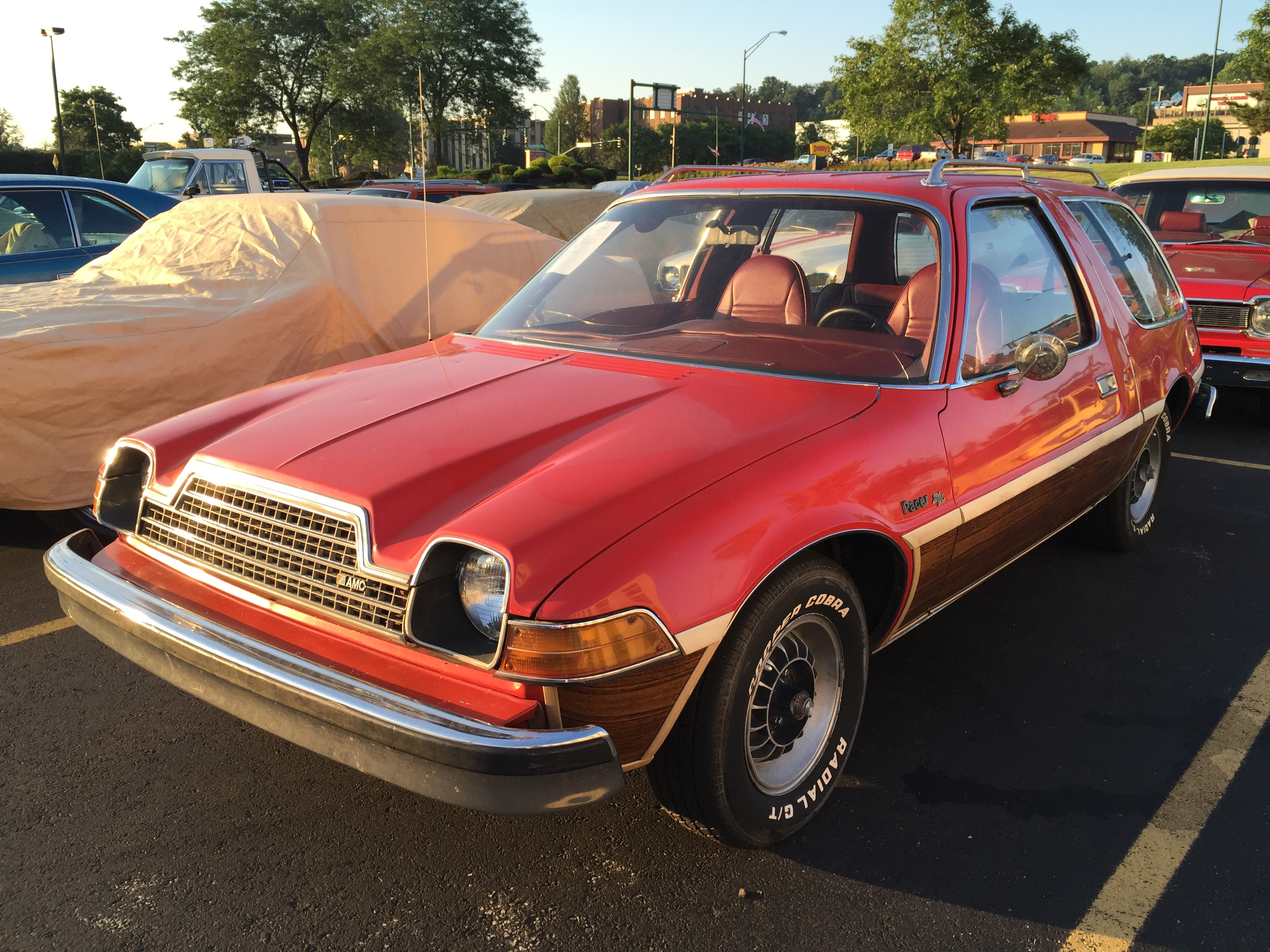
AMC Pacer D/L Wagon V8 (1978)

1978 erhielt der Pacer eine geänderte Front mit vergrößerter Kühlermaske, die vor allem dem neu erhältlichen V8-Motor geschuldet war, der nicht unter die bisherige Motorhaube passte. Lieferbar war er nur in der 5,0-Liter-Version (304 in³) mit 130 hp (97 kW) bei 3200/min. Das X-Paket entfiel. Die Preise stiegen weiter an. Das Pacer-Hatchback-Modell 7866-7 kostete nun ab 4048 Dollar (ab 4298 Dollar mit V8) und der Wagon Modell 7868-7 ab 4193 Dollar (ab 4443 Dollar mit V8). Der Absatz fiel auf 7411 Hatchback und 13.820 Wagon.

### 1979

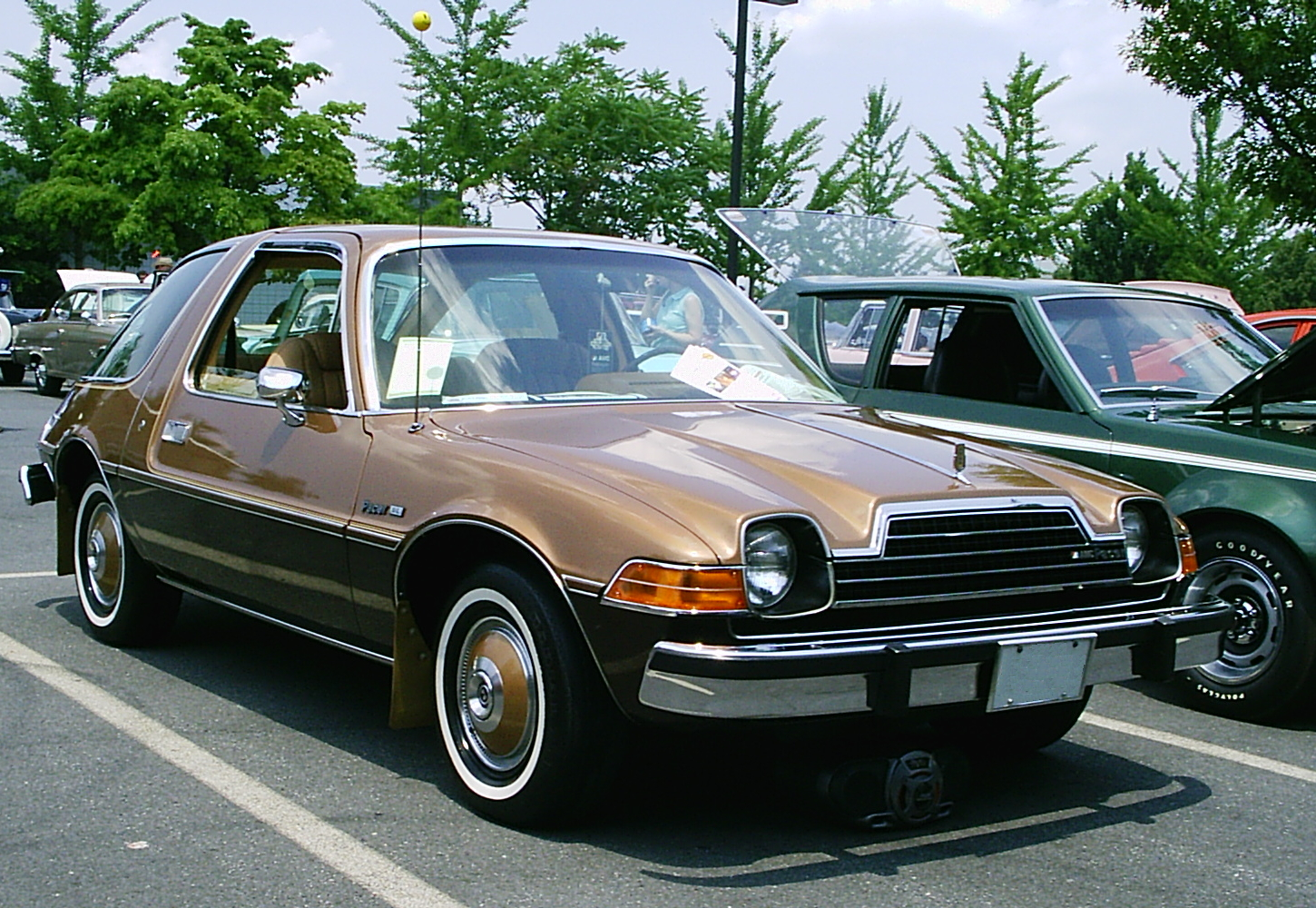
AMC Pacer D/L Hatchback (1979)

Im Zuge der Modellerneuerung wurde 1979 der Gremlin durch den Spirit ersetzt, wodurch sich der Druck auf den Pacer erhöhte. Äußerlich nur durch eine neue Kühlerfigur vom Vormodell zu unterscheiden, erhielt der Pacer nun den 4,2 Liter als Basismotor. Neu gab es für alle AMC-Modelle eine Basisausführung „DL“ und die gehobene „Limited“-Ausstattung, die beim Pacer unter anderem Servolenkung, elektrische Fensterheber, Ledersitze, AM-Radio, zwei von innen verstellbare Außenspiegel, eine abklappbare Mittelarmlehne und einen weicheren Teppich umfasste. Der V8 war nur in Verbindung mit Servobremsen und Servolenkung lieferbar.
Die Preise betrugen: Pacer Hatchback (Modell 7966-7) DL ab 4699 Dollar (ab 5177 Dollar mit V8), Limited ab 5699 Dollar (ab 6177 Dollar mit V8); Pacer Wagon (Modell 7968-7) DL ab 4849 Dollar (ab 5327 Dollar mit V8), Limited ab 5849 Dollar (ab 6327 Dollar mit V8). 10.215 Pacer wurden verkauft, davon 1014 mit V8.

### 1980

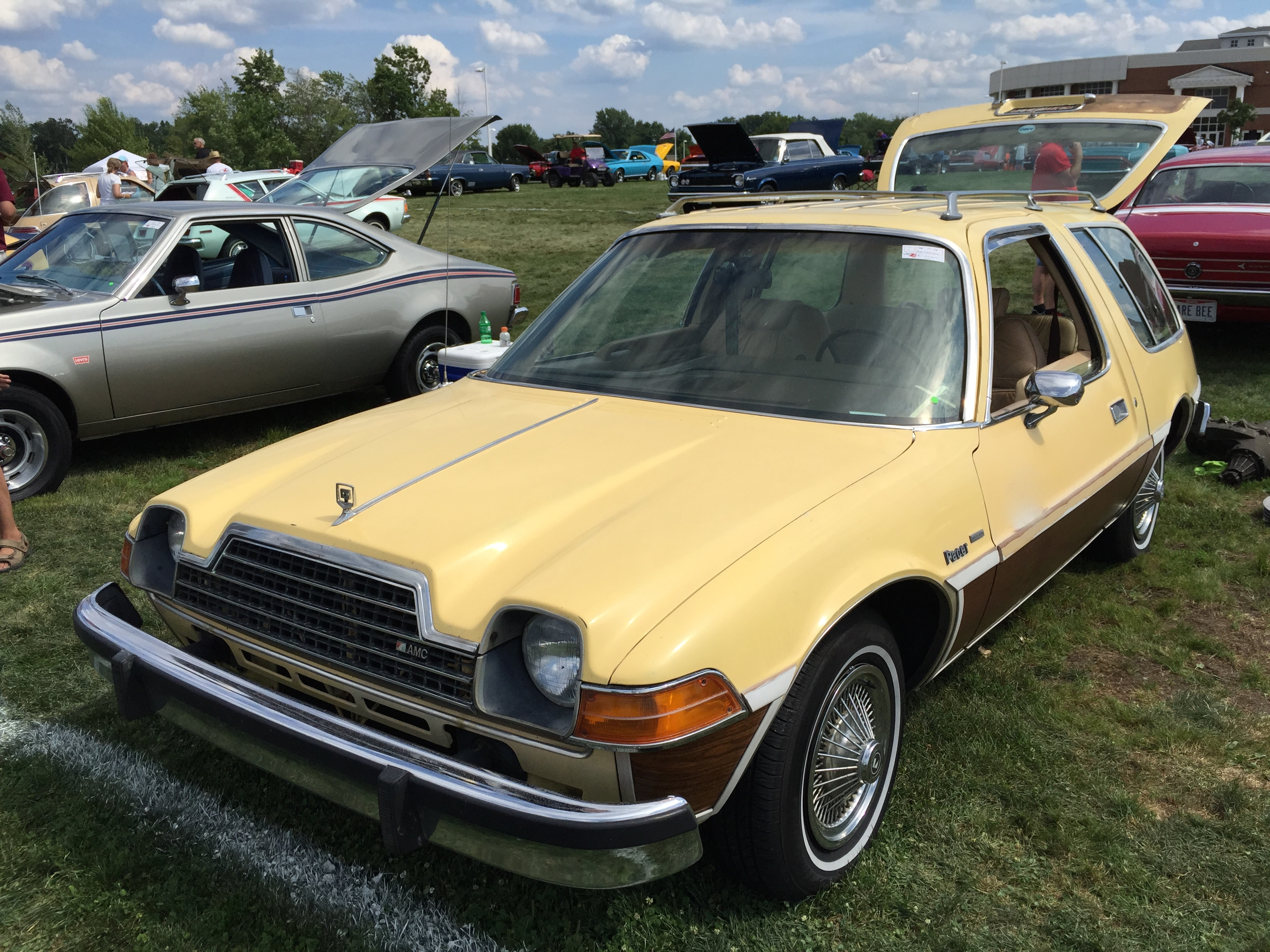
AMC Pacer Limited Wagon (1980)

Für 1980 erfuhr der Pacer nur wenige optische Änderungen. Die V8-Option entfiel. Die Preise betrugen: Pacer Hatchback (Modell 8066-7) DL ab 5407 Dollar, Limited ab 6031 Dollar; Pacer Wagon (Modell 8068-7) DL ab 5558 Dollar, Limited ab 6182 Dollar.
Am 3. Dezember 1979 endete die Produktion des Pacer vorzeitig, der Verkauf lief noch bis Anfang 1980. Insgesamt wurden 1746 Exemplare verkauft, wovon 1341 auf den Kombi entfielen. Mit nur 405 verkauften Fahrzeugen ist die Schräghecklimousine des Modelljahres 1980 das seltenste Pacer-Modell überhaupt.
Der mit 22 MPG (Miles per Gallon) angegebene Verbrauch, etwa 10,7 l/100 km, war in der Zeit der zweiten Ölkrise für Käufer kleinerer Fahrzeuge nicht mehr attraktiv, zudem wirkten sich die massiv angestiegenen Preise negativ auf den Verkauf aus.

## Sondermodelle

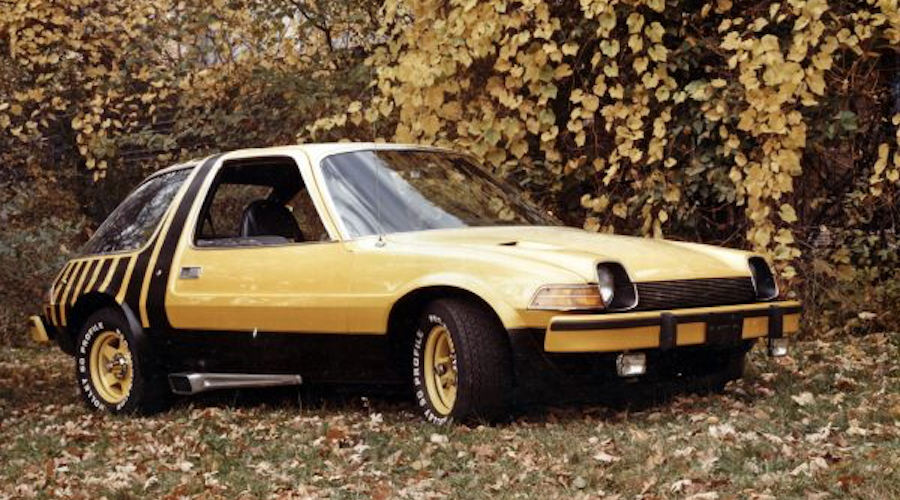
AMC Pacer Stinger, AMC-Show Car von 1976

Zwischen 1976 und 1979 baute auch die mexikanische Vehiculos Automotores Mexicanos (VAM) den Pacer mit einem auf 4621 cm³ (282 in³) aufgebohrten Sechszylinder, der mit 174 hp ausschließlich für das Schrägheckmodell vorgesehen war.
AMC zeigte 1976 bei US-Autoshows den Pacer Stinger mit mattschwarzer und gelber Effektlackierung. Das Fahrzeug hatte einen zusätzlichen Lufteinlass auf der Motorhaube, Frontspoiler, Seitenauspuffanlage, verbreiterte Radkästen zur Aufnahme der Jackman-Star-Aluminiumräder und innen eine schwarz-gelbe Polsterung mit Einzelsitzen und Konsolenschaltung.
Der AMC-Händler Randall aus Mesa (Arizona) – Spezialist für AMC-Muscle Cars – nahm sich einer Pacer-Kleinserie mit dem 6571-cm³-V8-Motor (401 in³) an. Das originale AMC-Triebwerk mit 215 hp wurde von Mike Randall unter anderem mit Edelbrock-Ansaugkrümmer, #310-Nockenwellen und einem 600-cfm-Holley-Vierfachvergaser getunt. Als Leistung gab Randall 300+ hp und als Verbrauch 9,5 mpg (24,7 Liter pro 100 km) an.

## Film und Fernsehen

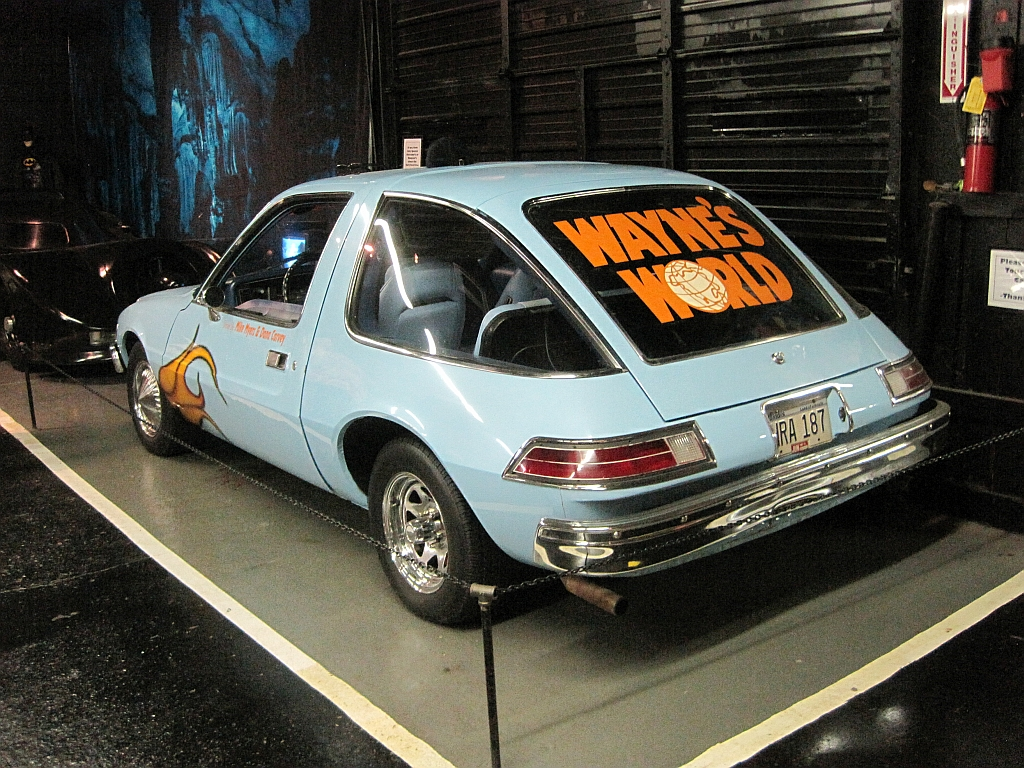
„Mirth Mobile“, der Pacer aus Wayne's World, in Rusty's TV and Movie Car Museum, Jackson (Tennessee)

- In dem französischen Film Brust oder Keule von 1976 fährt der Sohn (Coluche) des Restaurantkritikers Charles Duchemin (Louis de Funès) einen Pacer X.
- In dem Film Oh Gott … von 1977 fährt John Denver einen Pacer Wagon.
- Im David-Byrne-Film True Stories (1986) fährt John Goodman einen grünen Pacer.
- Ein blauer Pacer ist in Sylvester Stallones Film Cobra (1986) zu sehen.
- In dem Roadmovie Crossroads – Pakt mit dem Teufel steht ein Pacer auf einem Schrotthaufen auf dem Schrottplatz.
- In einer Folge der Fernsehserie Golden Girls verkündet Sophia Petrillo ihrer Tochter Dorothy: „Du bist der größte Fehltritt, der jemals eine Straße betreten hat, seit dem AMC Pacer!“
- In dem Film Wayne’s World von 1992 fahren Wayne Campbell (Mike Myers) und Garth Algar (Dana Carvey) einen mit Lakritzstangenspender ausgestatteten, hellblauen, mit Flammen verzierten Pacer, den sie das Mirth Mobile nennen. In Wayne’s World 2 von 1993 fährt die Rockgruppe Aerosmith mit einem super-streched Pacer mit doppelter Hinterachse, zusätzlichen Türen und der Aufschrift Mirthlimo 1 vor.
- In der Folge Dark Horizon (1994) der Science-Fiction-Fernsehserie Alien Nation ist ein Tenctonier Besitzer eines gelben Pacer Station Wagon, der sich gleichzeitig auch als Tatort eines Verbrechens entpuppt.
- In Goofy – Der Film von 1995 fährt Goofy einen Pacer.
- Der von 1997 stammende Film Good Burger zeigt einen als Burgermobile umgebauten Pacer.
- In Men in Black II ist im Vorspann des Filmes, Mysteries in History, ein schwarzer Pacer zu sehen.
- In dem Kinofilm Starsky & Hutch von 2004 wird aus einem roten Pacer auf die beiden Hauptfiguren geschossen.
- Im isländischen Independentfilm A Little Trip to Heaven aus dem Jahr 2005 fährt Hauptdarsteller Forest Whitaker einen etwas heruntergekommenen Pacer.
- Der österreichische Künstler Erwin Wurm lässt in seinem siebenminütigen Video Tell (2007/08) einen Pacer eine senkrechte Hauswand hinauffahren.[12]
- In Leander Haußmanns Film Robert Zimmermann wundert sich über die Liebe von 2008 fährt der Titelheld, gespielt von Tom Schilling, einen weißen AMC Pacer Wagon.
- In Adventureland von 2009 fährt Emily „Em“ (Kristen Stewart) einen Pacer.
- In dem Film Friendship! (2010) fahren Veit und Tom als Tramper in einem Pacer Station Wagon mit.
- Im Film StarStruck – Der Star, der mich liebte aus dem Jahre 2010 versinkt ein pinkfarbener Pacer nach einer Irrfahrt im Morast.
- Im Musikvideo zur 2010 veröffentlichten Single Happiness der US-amerikanischen Sängerin Alexis Jordan ist ein Pacer eine der Hauptkulissen.
- Im Pixar-Animationsfilm Cars 2 von 2011 sind mehrere Pacer als Bösewichte zu sehen.
- Im Film Im tiefen Tal der Superbabes dient ein Pacer als Pizzataxi.
- In der Serie Raising Hope Staffel 2 Folge 10 ist ein Pacer zu sehen.
- Im Kinofilm Es von 2017 fährt die Mutter von Eddie Kaspbrak ihn in einem AMC Pacer Station Wagon ins Krankenhaus, als er sich den Arm bricht.[13]
- In der Amazon Freevee Serie Sprung von 2022 fährt die kriminelle Barb einen roten AMC Pacer.